# Rezoluția 741 a Consiliului de Securitate al ONU
Rezoluția 741 a Consiliului de Securitate al Organizației Națiunilor Unite, adoptată fără vot la 7 februarie 1992, după examinarea cererii de aderare a Republicii Turkmenistan și cercetarea raportului întocmit de Comitetul pentru admiterea de noi membri, a recomandat Adunării Generale admiterea Turkmenistanului ca stat membru al Organizației Națiunilor Unite.

## Efect
Adunarea Generală a admis Turkmenistanul ca stat membru al Organizației Națiunilor Unite la 2 martie 1992.